# Hitchcock/Truffaut (livre)
Pour l’article homonyme, voir Hitchcock/Truffaut (film).
Hitchcock/Truffaut, ou Le Cinéma selon Alfred Hitchcock, communément surnommé le « Hitchbook », est un livre de François Truffaut, paru en 1966 aux éditions Robert Laffont. Il est principalement constitué d'un long entretien entre Alfred Hitchcock et François Truffaut.
Après la mort de Hitchcock, le 2 mai 1980, François Truffaut complète la première édition avec une préface et un ultime chapitre sur les derniers films du « Maître du Suspense », mêlant à la fois analyse et anecdotes.

## Présentation
Ce livre vient d’une initiative du jeune et très cinéphile François Truffaut qui, comme tous ses amis de la Nouvelle Vague, se dit « hitchcocko-hawksien » et souhaite ainsi faire un très long entretien avec celui qu’il considère comme un maître : le réalisateur Alfred Hitchcock. Cet entretien fleuve de 500 questions a pour but de décortiquer l'œuvre du cinéaste britanno-américain et de mettre au jour le « langage d'émotions » du cinéma hitchcockien. Pour cela, Truffaut aborde, dans l'ordre chronologique des tournages, les différents points névralgiques de la filmographie d'Hitchcock :
- les circonstances entourant la naissance de chaque film ;
- l'élaboration et construction du scénario ;
- les problèmes de mise en scène particuliers à chaque film ;
- l'estimation par Hitchcock du résultat commercial et artistique de chaque film par rapport aux espoirs initiaux.

Enfin, une filmographie exhaustive, développée sous forme de fiches cinématographiques, est présente en fin de volume.
L'ouvrage est illustré de nombreuses photos (de film, de tournage), de divers documents (affiches, storyboards), ainsi que de photos de Philippe Halsman prises durant l'entretien proprement dit.

### Descriptif sommaire
Dans l'édition définitive, le livre s'ouvre sur une préface dans laquelle François Truffaut revient succinctement sur l'histoire du « Hitchbook », et adresse un ultime adieu au cinéaste, alors décédé depuis peu.
Dans l'introduction, Truffaut présente le concept du livre, la façon dont il est né et le but qui était recherché : « Je pense seulement que l'œuvre [d'Alfred Hitchcock] a été jusqu'à présent si gravement sous-estimée qu'il importe d'abord de lui donner sa vraie place, une des toutes premières ».
L'ouvrage s'appuie ensuite sur l'entretien fleuve accordé par Hitchcock à Truffaut pendant une semaine durant l'été 1962.
Le corps du livre se compose de 16 chapitres, dont 15 publiés sous la forme d'un dialogue. Extrêmement imagé (en noir et blanc), le « Hitchbook » possède une chapitrage régulier correspondant aux périodes fortes de la vie du réalisateur anglais. Ainsi, les chapitres 1 et 2 s'intéressent à l'enfance d'Hitchcock, à ce qui l'a amené à faire du cinéma et à sa période de réalisateur à l'époque du film muet, c'est-à-dire de sa naissance en 1899 à 1929. Les chapitres 3 à 5 reviennent sur la fin de la période anglaise de Hitchcock, s'intéressant cette fois-ci à ses films parlants, soit de 1929 à 1939. Les chapitres 5 à 16 traitent de sa période américaine (le passage à la couleur étant traité au chapitre 9), qui s'étend de 1940 à sa mort en 1980. Le dernier chapitre, ajouté après la mort d'Hitchcock, est le seul à ne pas reprendre l'entretien de 1962.

### Les entretiens
En avril 1962, François Truffaut adresse une longue lettre à Alfred Hitchcock lui proposant « un entretien au magnétophone qui se poursuivrait pendant une huitaine de jours et totaliserait une trentaine d’heures d’enregistrement, et cela dans le but d’en tirer non des articles, mais un livre entier qui serait publié simultanément à New York et à Paris, puis par la suite probablement un peu partout dans le monde. »,
Hitchcock, qui achève son 48e film, Les oiseaux, télégraphie à Truffaut pour lui fixer la date de leur premier rendez-vous : le 13 août 1962, jour de son 63ème anniversaire, dans les bureaux d'Universal, à Hollywood. Truffaut, qui ne parle pas anglais, arrive accompagné d’Helen Scott, une amie américaine qui, dit-il à Hitchcock, « pratique la traduction simultanée avec une telle vélocité que nous aurons l’impression d’avoir parlé ensemble sans intermédiaire ».
De ces entretiens subsistent 52 bobines audio de trente minutes chacune, retrouvées en 1992 dans une boîte en carton par Serge Toubiana, critique et rédacteur en chef des Cahiers du cinéma, alors qu'il travaillait sur les archives de François Truffaut,.

## Distinction
- Prix Armand-Tallier 1967